# Copa Élite Ciudad de Bogotá
La Copa Élite fue el segundo torneo de fútbol aficionado más importante que se juega en el Área Metropolitana de Bogotá, su organización estuvo a cargo de la Liga de fútbol de Bogotá, que tiene reconocimiento de la Difutbol entidad dependiente de la Federación Colombiana de Fútbol.
El torneo fue descontinuado desde 2020 debido a la pandemia de COVID-19 en Colombia.

## Historia
El certamen inició actividades en 2009 y ha tenido por campeones a los principales clubes de Bogotá, teniendo como primer campeón a Millonarios que se impuso al Real Bogotá, en la segunda edición el título fue para la Academia F.C. que se impuso al ganarle a la Equidad Seguros 3-1 en definición por penales en el partido final, que se disputó en el Estadio Compensar, Fortaleza,  se coronó campeón de la Copa Élite ciudad de Bogotá 2011, tras vencer  a Independiente Santa Fe en definición desde el punto penal, Equidad logró su primer título en 2012 y las últimas dos ediciones fueron para las divisiones inferiores del Santa Fe.

## Cuadro de Campeones y Subcampeones
| Año  | Campeón               | Subcampeón                  |
| ---- | --------------------- | --------------------------- |
| 2009 | Millonarios Juveniles | Real Bogotá                 |
| 2010 | Academia F.C.         | La Equidad                  |
| 2011 | Fortaleza F.C.        | Santa Fe Reservas           |
| 2012 | La Equidad            | Marsella F.C.               |
| 2013 | Marsella F.C.         | La Equidad                  |
| 2014 | Tienda Roja           | Santa Fe Reservas           |
| 2015 | Dilex FC              | Marsella FC                 |
| 2016 | La Equidad Juveniles  | Tigres F. C.                |
| 2017 | Tigres F. C.          | Club Deportivo La Gaitana   |
| 2019 | Santa Fe Reservas     | Club Deportivo Maracaneiros |